# Рорбах (Берн)
Рорбах (нем. Rohrbach BE) — коммуна в Швейцарии, в кантоне Берн.
Входит в состав округа Аарванген. Население составляет 1 397 человек (на 31 декабря 2006 года). Официальный код — 0338.